# Helgudóttir
Helgudóttir ist ein weiblicher isländischer Name.

## Herkunft und Bedeutung
Der Name ist ein Matronym und bedeutet Helgas Tochter. Die männliche Entsprechung ist Helguson (Helgas Sohn).

## Namensträgerinnen
- Birta Helgudóttir (* 2000), isländische Schriftstellerin
- Guðrún Karls Helgudóttir (* 1969), isländische Bischöfin